# Међународни дан сећања на жртве Холокауста
Међународни дан сећања на жртве Холокауста (енгл. International Holocaust Remembrance Day) је међународни празник који се обележава 27. јануара у сећању на жртве Холокауста, геноцида над европским Јеврејима и другим народима од стране нацистичке Немачке и њених савезника између 1939. и 1945. године у оквиру Хитлерове кампање у оквиру коначног решења јеврејског питања. За датум празника је изабран 27. јануар као дан када је Црвена армија ослободила концентрациони логор Аушвиц, где је убијено више од милион и по људи. Резолуција 60/7 и Међународни дан холокауста била је иницијатива Израела. Министар спољних послова Израела Силван Шалом био је шеф делегације Израела при Уједињеним нацијама.
Празник подсећа на смрт трећине јеврејског народа, између 6 и 11 милиона Јевреја под влашћу нацистичког режима и његових сарадника. Установљен је Резолуцијом 60/7 Генералне скупштине Уједињених нација, која је донета 1. новембра 2005. године. Резолуција је уследила након посебног заседања одржаног раније те године, 24. јануара, поводом обележавања 60. годишњице ослобођења нацистичких концентрационих логора и краја Холокауста.
Резолуција позива све земље чланице Уједињених нација да поштују успомену на жртве Холокауста, шест милиона Јевреја, „једну трећину јеврејског народа, заједно са безброј припадника других мањина“, и подстиче развој образовних програма о историји Холокауста како би се помогло спречити будућа дела геноцида. Одбацује свако порицање холокауста као догађаја и осуђује све манифестације верске нетолеранције, подстицање, узнемиравање или насиље над особама или заједницама на основу етничког порекла или верског уверења. Такође позива на активно очување места Холокауста која су служила као нацистички логори смрти, концентрациони логори, логори принудног рада и затвори, као и на успостављање програма УН за ширење и мобилизацију друштва за сећање на Холокауст и образовање.
Многе државе имају посебне дане сећања на жртве Холокауста. Тако Велика Британија има Меморијални дан Холокауста, који се такође обележава 27. јануара, Израел има празник Јом хашоа (Дан сећања на Холокауст и хероизам), док се као државни празник 22. априла у Србији обележава Дан сећања на жртве холокауста, геноцида и других жртава фашизма у Другом светском рату, а церемонија се одржава код Споменика жртвама геноцида у Другом светском рату у оквиру комплекса некадашњег концентрационог логора на Старом сајмишту у Београду.
Данас се за ово систематско уништење јевреја и других народа најчешће користи појам Холокауст које је настао од старогрчке речи олокаустон што у буквалном преводу значи потпуно спаљен.